# L'Homme aux yeux clairs

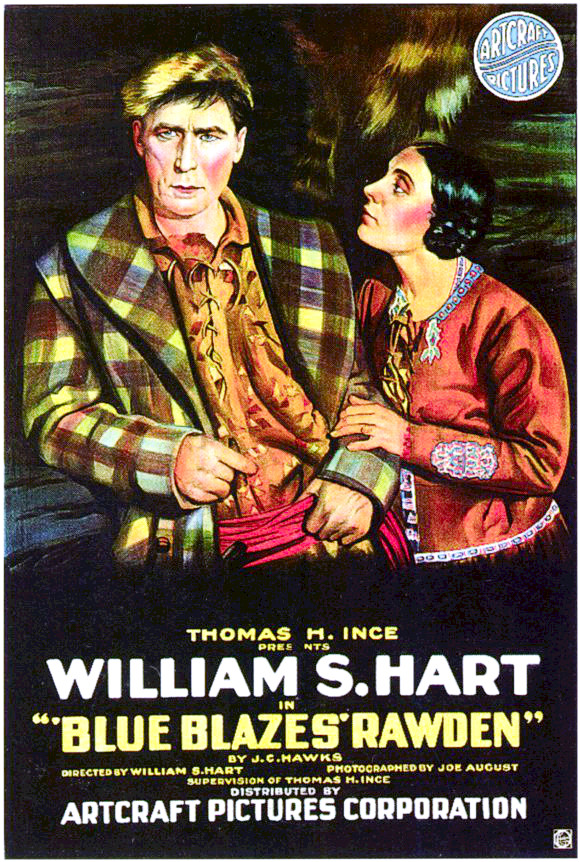
Poster du film L'Homme aux yeux clairs

L'Homme aux yeux clairs ('Blue Blazes' Rawden) est un film américain réalisé par William S. Hart, sorti en 1918.

## Fiche technique
- Titre : L'Homme aux yeux clairs
- Titre original : 'Blue Blazes' Rawden
- Réalisation : William S. Hart
- Scénario : J.G. Hawks
- Photographie : Joseph H. August
- Pays d'origine : États-Unis
- Format : Noir et blanc - Film muet
- Genre : western
- Date de sortie : 1918

## Distribution
- William S. Hart : Blue Blazes Rawden
- Maude George
- Robert McKim
- Gertrude Claire
- Robert Gordon